# Regenye
Regenye (horvátul: Regenja, Reginja) község Baranya vármegyében, a Pécsi járásban.

## Elnevezései
Horvátul a falu hivatalos neve a szalántaiak által használt Regenja, de a szőkeiek által használt Reginja alakot is használták.

## Fekvése
Regenye, a még 200 lelket sem számláló kicsiny település, a Pécset és Harkányt összekötő két útvonal (az 58-as főút, illetve az 5801-es, majd 5814-es utak) által közrefogott területen fekszik, egy völgyben. A megyeszékhelytől, Pécstől mintegy 14 kilométer távolság választja el, déli irányban; a környező települések közül Görcsönyből és Szilvástól is nagyjából 2–3 kilométerre helyezkedik el.

### Megközelítése
Központján áthalad a Szalánta-Görcsöny közt húzódó 5828-as út, így ez a legfontosabb közúti megközelítési útvonala. Pécs felől két, közel egyforma hosszúságú útvonalon közelíthető meg: vagy Szalántán keresztül az 58-as főúton, majd az 5828-ason, vagy pedig Görcsönyön át, az 5801-es úton, utána szintén az 5828-asra rátérve.

## Története
Regenye már az Árpád-korban is lakott település volt. Nevét az oklevelek 1230-ban említették először Regna néven.
1305-ben a Monoszló nemzetségbeli Ócsárdi család birtoka volt, és ekkor Öszerő szomszédosának, 1230-ban pedig Szilvás szomszédosának nevezték. 1332-ben Rechena, Reguna, Reguena-ként írták. sokáig színmagyar lakosú volt.
A török időkben is, mint magyar települést említik, és ez az 1930-as évekig nem változott, egy akkoriban készült összeírás szerint, a 306 lakóból mindössze 1 nem volt magyar.
Regenye életébe is változásokat hozott a második világháború, sok idegen érkezett a településre (délszlávok, németek), ennek ellenére a népesség csökkenni kezdett, e csökkenés napjainkig tart.
A lakosság nagy része római katolikus vallású. Katolikus templomán kívül a 2006-ban felújított faluház nyújt lehetőséget a közösségi együttlétre.

### Szőlőhegy
Északi irányban, a 3 km-re fekvő Gyóddal, a regenyei szőlőhegy határos, de megközelíteni, sem Gyódról, sem Keresztespusztáról, de még Görcsöny felől is, csak gyalogosan lehet. A szőlőhegyen Regenye, Gyód, Görcsöny, Keresztespuszta, Ócsárd, de az utóbbi évtizedekben egyre több pécsi lakos található. A pécsiek közül sokan, a város zajától, és szennyezett levegőjétől menekülve, az egész nyarat kint töltik a szőlőhegyen, de a rendszerváltás óta eltelt időben, egyre többen „választják” állandó lakhelyükké is. Ezért egyre jobban hiányzik a gépkocsival is járható szilárd útburkolat, a villany bevezetését már többször elindították, de a magas költségek miatt, ezt sem lehetett megvalósítani. Az ivóvíz bevezetése sem lenne lehetetlen, mert a gyódi oldalon, a szőlőhegy határától kb. 150 m-re húzódó fővezetékre tudnának csatlakozni.

## Közélete

### Polgármesterei
- 1990–1994: Tóth Lászlóné (független)[4]
- 1994–1998: Cséplő Béla (független)[5]
- 1998–2002: Cséplő János Béla (független)[6]
- 2002–2006: Cséplő János Béla (független)[7]
- 2006–2010: Ádám József (független)[8]
- 2010–2014: Ádám József (független)[9]
- 2014–2019: Cséplő János Béla (független)[10]
- 2019–2024: Cséplő János Béla (független)[11]
- 2024– : Dudás Katalin (független)[1]

## Népesség
A település népességének változása:
| Lakosok száma | 147  | 165  | 168  | 143  | 145  | 138  | 143  | 159  | 166  |
|               | 2013 | 2014 | 2015 | 2018 | 2019 | 2021 | 2022 | 2023 | 2024 |

A 2011-es népszámlálás során a lakosok 91,6%-a magyarnak, 26% cigánynak, 0,6% németnek mondta magát (8,4% nem nyilatkozott; a kettős identitások miatt a végösszeg nagyobb lehet 100%-nál). A vallási megoszlás a következő volt: római katolikus 67,5%, református 2,6%, felekezeten kívüli 14,3% (14,9% nem nyilatkozott).
2022-ben a lakosság 89,5%-a vallotta magát magyarnak, 11,9% cigánynak, 1,4% németnek, 1,4% egyéb, nem hazai nemzetiségűnek (10,5% nem nyilatkozott; a kettős identitások miatt a végösszeg nagyobb lehet 100%-nál). Vallásuk szerint 32,2% volt római katolikus, 0,7% református, 3,5% egyéb keresztény, 15,4% felekezeten kívüli (48,3% nem válaszolt).

## Nevezetességei
A települést, mely a hagyományokhoz hű elrendezésű, ma is csak egyetlen utca alkotja. Figyelmet érdemel, a falu harangtornya, és egy-két, jellegzetes tornácos parasztház, amelyek a 19. században épültek, valamint a Fő utca 25. szám alatti díszes oromzatú istálló.
A faluban csak mezőgazdasági tevékenység folyik, apró főterét hangulatos harangláb, kocsma – bolt, és buszmegálló jelzi.

## Tervek
A helybéli lakosok 1995-ben a regenyei szőlőhegy útjait önerőből építették ki, összefogva a környező (Pécs, Gyód, Keresztespuszta, Görcsöny, Ócsárd) településeken élő szőlősgazdákkal. Ez nem csak anyagi hozzájárulást jelentett, hanem a gazdák tevékenyen is részt vettek az út kiépítésében. Az évek során a hegyről lezúduló esővíz, az utakat helyenként annyira megrongálta, hogy járhatatlanok, és a regenyei szőlőhegy sokadszor elkezdett villamosítás is, pénz hiányában elmaradt.
Ezért, építőközösséget alkottak, a Regenyei Önkormányzat több éven át pályázatot nyújtott be a villamosítás és az út, illetve utak javítására, melyet 2005-ben megnyertek. Így a következő évben elkezdődhet az utak feljavítása, és a villanyhálózat kiépítése is. A villamosítás befejezését 2006. május végére tervezték. 2006 májusában elkészült a villamosítás, és az úthálózat majdnem fele is aszfalt burkolatot kapott.